# Estación La Toma
La Toma es una estación ferroviaria ubicada en la localidad de mismo nombre, Departamento Coronel Pringles, Provincia de San Luis, República Argentina.

## Servicios
No presta servicios de pasajeros desde 1993. Sus vías pertenecen a la empresa estatal de cargas Trenes Argentinos Cargas, aunque lo mantiene como un ramal inactivo.

## Historia
En el año 1890 fue inaugurada la estación, por parte del Ferrocarril Buenos Aires al Pacífico, en el tramo desde Villa Mercedes hasta esta estación. El tramo desde La Toma hasta Adolfo Rodríguez Saá prosiguió en 1904.